# Bahman Golbarnezhad
Bahman Golbarnezhad (em persa: بهمن گلبارنژاد‎‎, 12 de junho de 1968 – 17 de setembro de 2016) foi um ciclista paralímpico iraniano que competia na categoria C4 e ex-halterofilista. Durante sua carreira no halterofilismo, conquistou três medalhas de ouro e uma de bronze em competições mundiais. Bahman representou o Irã em dois Jogos Paralímpicos de Verão, primeiro em Londres 2012, e depois em 2016, no Rio de Janeiro. Foi o único ciclista iraniano a representar o país na edição de 2016. Foi veterano da Guerra Irã-Iraque.
Em 17 de setembro de 2016 morreu vítima de um grave acidente durante a competição de ciclismo de estrada na categoria C4 nos Jogos Paralímpicos de Verão de 2016.